# Dave Ball

David James "Dave" Ball, född 3 maj 1959 i Blackpool, är en brittisk musiker känd från grupperna Soft Cell och The Grid.
Ball studerade konst i Leeds. 1979 bildade han duon Soft Cell tillsammans med Marc Almond. Efter gruppens upplösning 1984 var Ball bland annat studiotekniker och producent. Han släppte ett par soloskivor och skrev en del filmmusik. 1990 bildade han The Grid med Richard Norris, som hade stora framgångar med en slags "countrytechno" där olika element blandades vilt. Ball har ofta arbetat med Almond och de har under 2000-talet återbildat Soft Cell för turnéer och skivor.

## Diskografi
- 1983 – In Strict Tempo